# えひめ南汽船
株式会社えひめ南汽船（えひめみなみきせん）は、かつて愛媛県宇和島市に本社を置き、宇和島港と九島を結ぶフェリーを運行していた日本の海運会社である。
えひめ南農業協同組合（JAえひめ南）の子会社で、JAえひめ南の本所内に本社を置いていた。

## 歴史
1952年（昭和27年）に、当時の「九島農業協同組合」（九島農協）が事業の一環として組合員、島民のために運航を開始した。1969年（昭和44年）4月6日にはフェリー化され、以降、JA合併のなかでも会社として存続し、JAえひめ南設立の翌年（1998年）、その事業の特殊性からJA出資の子会社の運営となった。
2016年（平成28年）4月3日、九島大橋の開通に伴い、同日の運航をもって廃止され（廃止日は翌4日付）、64年の歴史に幕を閉じた。その後会社は解散し、2019年（平成31年）2月28日付で登記記録が閉鎖され、法人格が消滅したことが確認されている。

## 航路
- 宇和島港 - 蛤 - 百之浦 - 本九島 
  - 一部の便は、蛤・百之浦に寄港しない。

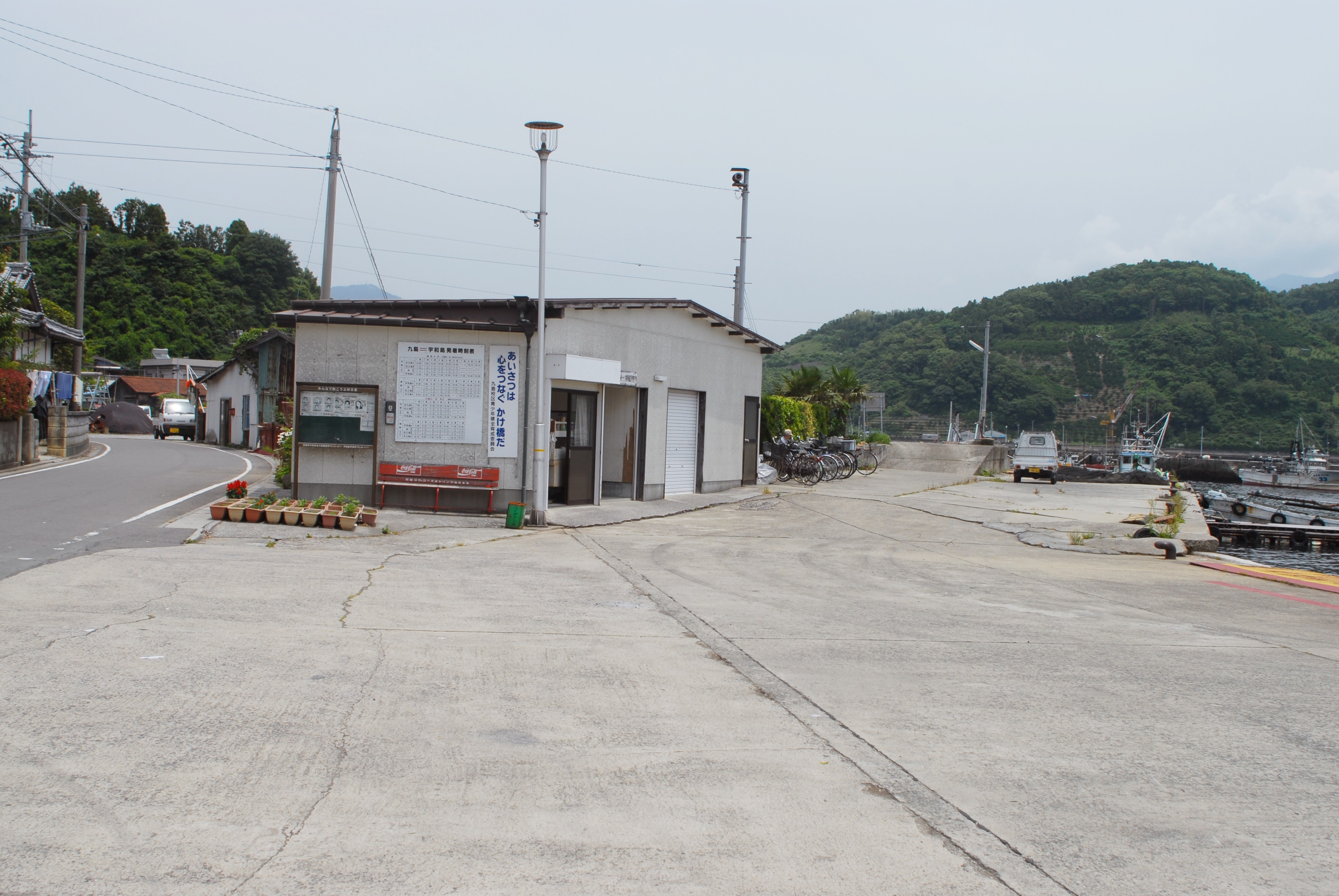
蛤
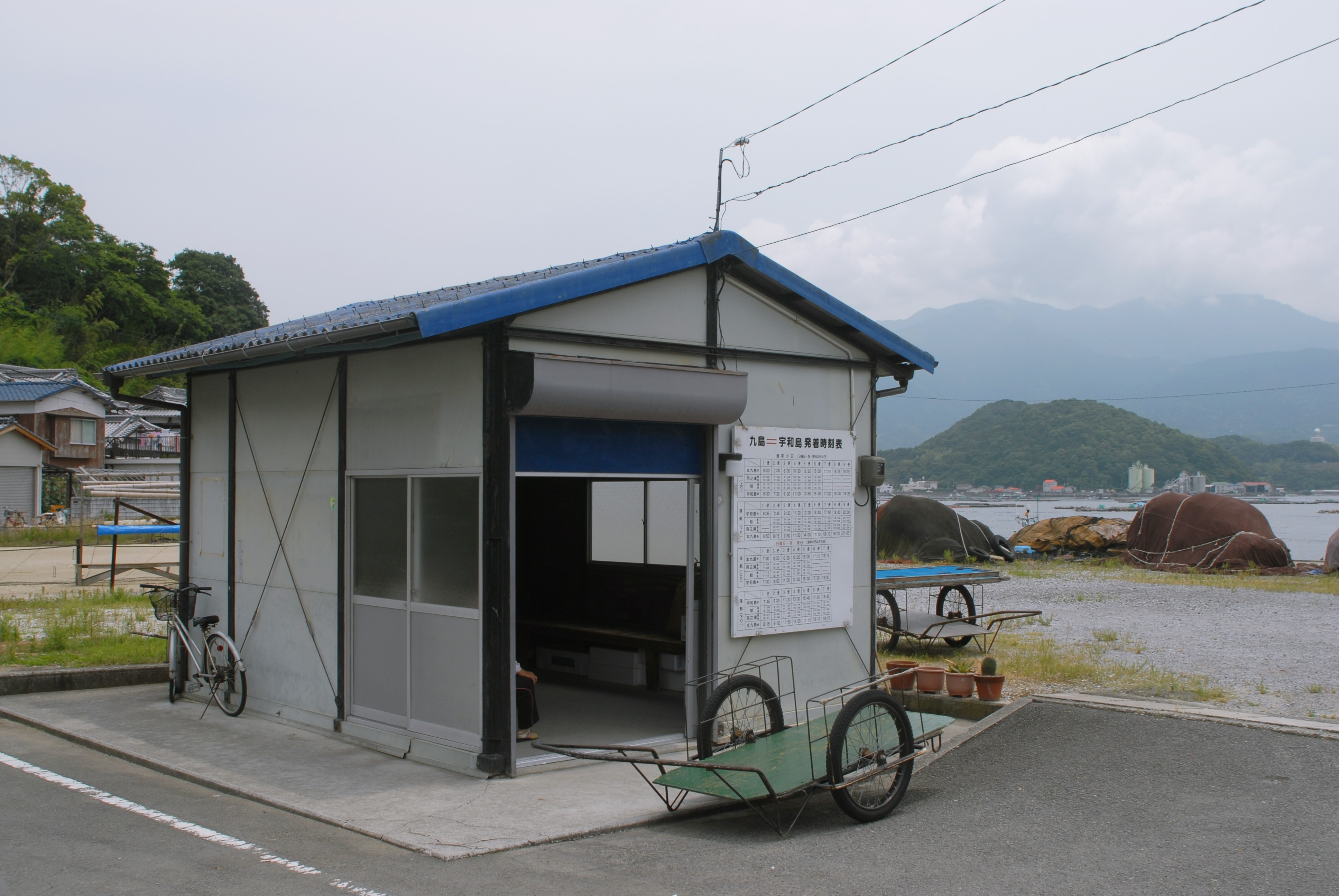
百之浦
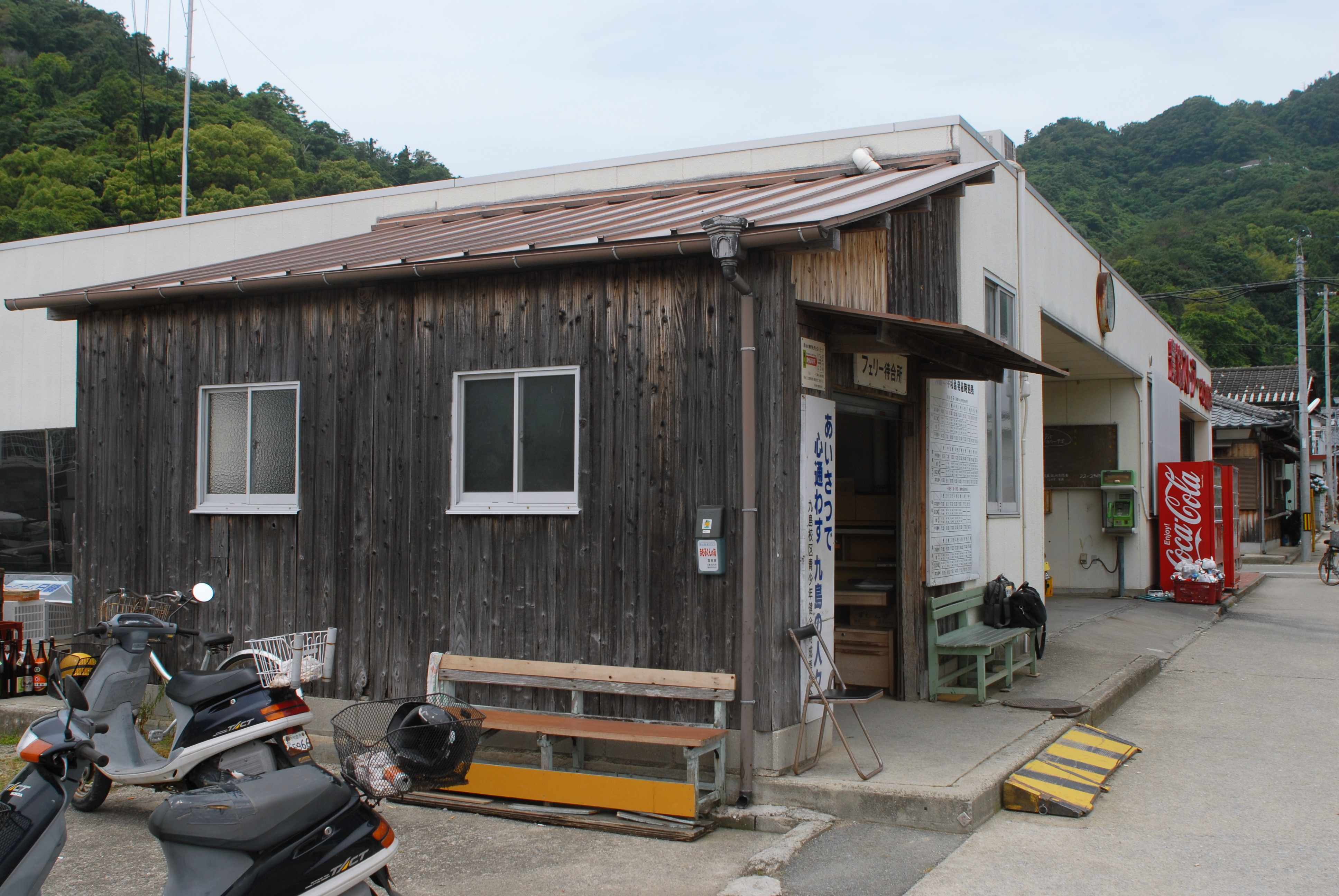
本九島

## 船舶
- 第十二九島丸[5]（旅客船）

1942年6月進水、木造
44総トン、焼玉機関、機関出力50ps、航海速力7ノット
旅客定員108名
- 第十三九島丸[6]（旅客船）

1949年4月進水、木造
53.51総トン、焼玉機関、機関出力50ps、航海速力8.0ノット
旅客定員100名
- 第十五九島丸[7]（旅客船）

1957年5月進水、木造
22.63総トン、ディーゼル、機関出力60ps、航海速力7.7ノット
旅客定員64名
- 第十六九島丸[6]（旅客船）

1962年2月進水、木造
66.54総トン、ディーゼル、機関出力90ps、航海速力9.0ノット
旅客定員103名
- 第十八くしま[8]→くしま[9]（旅客船）

1968年4月進水
80.00→108.80総トン、ディーゼル。機関出力200ps、航海速力9.8→9.9ノット
旅客定員180→203名
- 第二十一九島丸[10]（フェリー）

1965年7月進水、岡山造船建造。もと国際フェリー「第二こくさい丸」、航路初のカーフェリー
133.23総トン、全長25.60m、型幅7.00m、型深さ2.50m、ディーゼル2基、機関出力460ps、航海速力10ノット
旅客定員320名
- 第二十八くしま[11]（フェリー）

1970年竣工、1977年10月就航(買船)、元・四国汽船「しこく」。「第三十八くしま」就航に伴い、1988年廃船・解体
167.14総トン、ディーゼル1基、出力550PS、航海速力11.0ノット
旅客定員370名、4tトラック4台
- 第三十一くしま[13]（フェリー）

1969年3月竣工、吉浦造船建造、1981年7月就航（買船）、元・愛媛汽船「第七愛媛」、第八くしまの就航により引退、国内で解体
199.46総トン、全長33.70m、幅7.40m、深さ2.90m、ディーゼル1基、出力600PS、航海速力11.5ノット
旅客定員210名、2t車両8台
- 第三十八くしま[14]（フェリー）

1975年7月竣工、備南船舶工業建造、2005年引退、フィリピンへ売却、元・愛媛汽船「第十八愛媛」
192.74総トン、全長35.00m、幅8.30m、深さ2.90m、ディーゼル1基、出力850PS、航海速力11.30ノット
旅客定員95名、8tトラック4台、乗用車2台
- 第八くしま（フェリー）

1978年12月竣工、大浦船渠建造、元・愛媛汽船「第十二愛媛」から大三島ブルーライン「みしま丸」を経て航路廃止まで就航
259.23総トン、全長39.55m、幅8.6m、深さ2.99m、ディーゼル1基、900PS、航海速力11.5ノット
旅客定員250名、8トントラック4台、乗用車2台